# Cully VD
| VD ist das Kürzel für den Kanton Waadt in der Schweiz. Es wird verwendet, um Verwechslungen mit anderen Einträgen des Namens Cully zu vermeiden. |

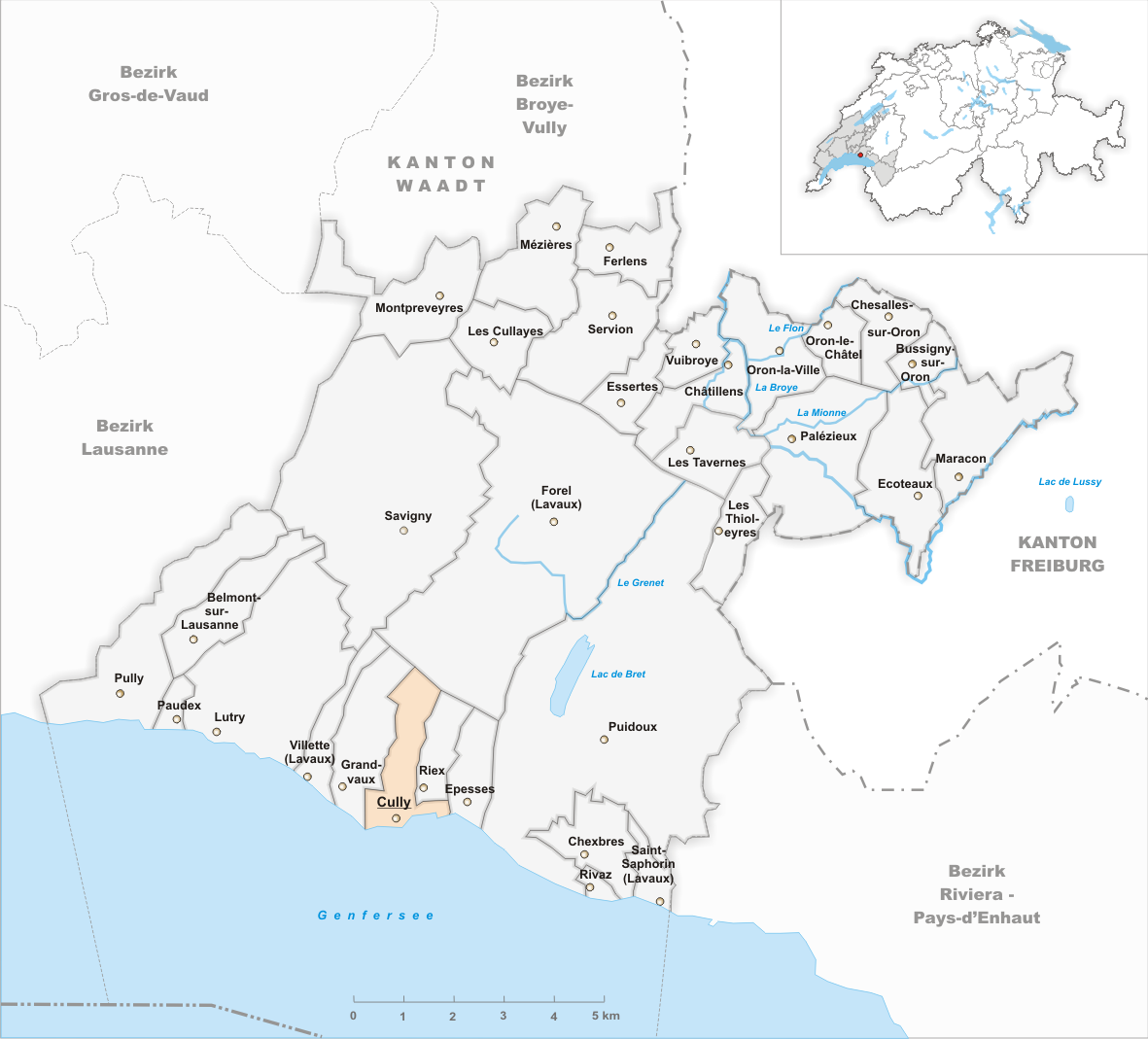
Gemeindestand vor der Fusion am 30. Juni 2011

Cully ([ky(j)i], in der einheimischen frankoprovenzalischen Sprache [(a) kjyˈʎi]) ist ein Dorf am schweizerischen Nordufer des Genfersees. Es war bis zum 1. Juli 2011 eine politische Gemeinde und Hauptort des Distrikts Lavaux-Oron im Kanton Waadt in der Schweiz. Sie fusionierte mit Epesses, Grandvaux, Riex und Villette zur neuen politischen Gemeinde Bourg-en-Lavaux.

## Geographie

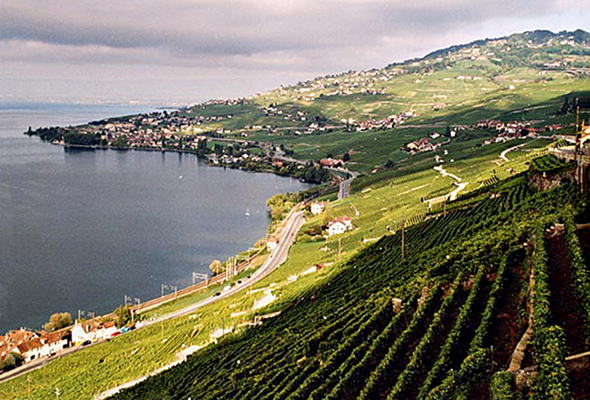
Cully (am See) mit seinen Rebhängen

Cully liegt auf 387 m ü. M., acht Kilometer südöstlich der Kantonshauptstadt Lausanne (Luftlinie). Das Dorf erstreckt sich im Lavaux, an einer leicht in den Genfersee hinausragenden Landzunge, am Fuss der Rebhänge des Mont de Gourze.
Die Fläche des 2,4 km² grossen Gemeindegebiets umfasste einen Abschnitt des Lavaux am Nordostufer des Genfersees (rund 2 km Seeuferlinie). Der Gemeindeboden erstreckte sich vom Seeufer nordwärts über den schmalen Uferrandstreifen und die Steilhänge des Lavaux, wobei die Ostgrenze entlang des Baches Champaflon verlief, bis auf das südöstlich an den Jorat anschliessende Hochplateau. Im Nordosten reichte das Gebiet auf den Mont de Gourze, der mit 925 m ü. M. den höchsten Punkt von Cully bildete. Im Bereich von Cully befindet sich die Wasserscheide zwischen den Einzugsgebieten von Rhein und Rhone nur gerade 2 km nördlich des Ufers des Genfersees. Der äusserste Norden des Gemeindegebiets wurde bereits in nördlicher Richtung hin zur Broye und damit zum Rhein entwässert. Von der Gemeindefläche entfielen 1997 28 % auf Siedlungen, 9 % auf Wald und Gehölze und 63 % auf Landwirtschaft.
Zu Cully gehören der Weiler Chenaux (530 m ü. M.) auf einem Geländevorsprung in den Reben oberhalb des Dorfes sowie mehrere Einzelhöfe auf dem Hochplateau. Nachbargemeinden von Cully waren Grandvaux, Forel, Riex und Epesses.

## Bevölkerung
Mit 1785 Einwohnern (Stand 31. Dezember 2010) gehörte Cully zu den mittelgrossen Gemeinden des Kantons Waadt. Von den Bewohnern waren im Jahre 2000 84,0 % französischsprachig, 5,5 % deutschsprachig und 4,3 % portugiesischsprachig. Die Bevölkerungszahl von Cully belief sich 1850 auf 880 Einwohner, 1900 auf 1101 Einwohner. Während des 20. Jahrhunderts stieg die Bevölkerungszahl kontinuierlich an bis 1980 (1801 Einwohner); seither blieb sie stabil.

## Wirtschaft
Cully war bis zu Beginn des 20. Jahrhunderts ein vorwiegend durch die Landwirtschaft geprägtes Dorf. Noch heute haben der Weinbau an den optimal besonnten Hängen des Lavaux (rund 90 ha) sowie der Ackerbau und die Viehzucht auf den Hochflächen einen wichtigen Stellenwert in der Erwerbsstruktur der Bevölkerung. In der Landwirtschaft sind 22 % der Erwerbstätigen beschäftigt, während der sekundäre Sektor 6 % und der Dienstleistungssektor 72 % der Beschäftigten auf sich vereinigen.
Westlich des Ortes hat sich in den letzten Jahrzehnten ein kleines Gewerbe- und Industriegebiet entwickelt, in dem sich unter anderem Betriebe des Baugewerbes und der Informationstechnologie niedergelassen haben. Das Gewerbe von Cully ist neben den Gütern des täglichen Bedarfs auch auf den Tourismus ausgerichtet. Es gibt zahlreiche Weinhandlungen. In Cully befindet sich das Bezirksspital Hôpital de Lavaux. Ferner ist Cully Sitz der Fondation pour l’étude et la protection de la mer et des lacs und der Association du Vieux-Lavaux. Östlich des Dorfes befinden sich ein kleiner Sportbootshafen und ein Campingplatz. Alljährlich wird im Dorf das Cully Jazz Festival abgehalten. Dank der guten Verkehrsverbindungen und der attraktiven Lage hat sich das Dorf in den letzten Jahrzehnten zu einer Wohngemeinde entwickelt. Viele Erwerbstätige sind deshalb Wegpendler, die vor allem in Lausanne und in der Region Vevey-Montreux arbeiten.

## Bildung
In Cully können die Schüler die Primarschule, die Sekundarschule (seit 1949) und das Progymnasium (seit den 1990er Jahren) besuchen. In der zweiten Hälfte des 19. Jahrhunderts verfügte Cully vorübergehend über eine Industrieschule.

## Verkehr
Der Ort ist verkehrstechnisch gut erschlossen. Er liegt an der Hauptstrasse 9, die von Lausanne entlang dem Seeufer via Vevey und Montreux ins Wallis führt (mit einer lokalen Ortsumfahrung). Die nächsten Autobahnanschlüsse an die 1974 eröffnete A9 (Lausanne–Sion), welche das Gemeindegebiet durchquert, sind Belmont (im Westen) und Chexbres (im Osten), jeweils rund 6 km vom Ort entfernt.
Am 2. April 1861 wurde der Abschnitt Lausanne–Villeneuve der Bahnlinie von Lausanne ins Wallis mit einem Bahnhof in Cully in Betrieb genommen. Für die Feinverteilung im öffentlichen Verkehr sorgt eine Buslinie, welche die Strecke von Cully via Chexbres zum Bahnhof Puidoux-Chexbres bedient. Ferner ist Cully auch über die Personenschifffahrt auf dem Genfersee mit anderen seeanstossenden Orten verbunden.

## Geschichte

Luftbild aus 100 m von Walter Mittelholzer (1925)

Cully hat eine lange Siedlungstradition. Die frühesten Spuren menschlicher Tätigkeit stammen aus dem Neolithikum, als sich am Genfersee nahe dem heutigen Hafen Moratel eine Pfahlbausiedlung befand. Während der Römerzeit führte die Strasse von Lausanne zum Grossen Sankt Bernhard durch das Gebiet. Aus dieser Zeit sind einige Mauerreste und Münzfunde überliefert.
Die erste urkundliche Erwähnung des Ortes erfolgte im Jahr 967 unter dem Namen Cusliacum. Später erschienen die Bezeichnungen Cusliaco (im 12. Jahrhundert), Custiacum (1154), Cullie (1226), Cullye (1275) und Culye (1383). Die Herkunft des Ortsnamens ist nicht eindeutig geklärt. Er könnte vom römischen Geschlechtsnamen Coclius abgeleitet sein.
Die erste Urkunde, in der Cully genannt wurde, bestätigte die Schenkung des Dorfes durch den damaligen burgundischen König an das Kapitel Besançon. Weil Cully aber gleichzeitig der Pfarrei Villette unterstand, die dem Bischof von Lausanne gehörte, kam es immer wieder zu Streitigkeiten und zu Kompetenzüberschreitungen, bis das Kapitel Besançon den Ort 1246 dem Bischof von Lausanne verkaufte. Dieser unterstellte Cully dem Gericht Lutry. Im 14. Jahrhundert wurde den Bewohnern das Recht zugebilligt, wöchentlich einen Markt abzuhalten und das Dorf zu befestigen. Cully erhielt damit das Stadtrecht und kann sich heute als historisches Städtchen bezeichnen.
Mit der Eroberung der Waadt durch Bern im Jahr 1536 gelangte Cully unter die Verwaltung der Vogtei Lausanne. Bis 1598 wurden die Interessen der Berner Herren durch die Meier von Cully vertreten. Nachdem diese Familie ausgestorben war, wurde die Kastlanei Villette geschaffen, deren Sitz weiterhin in Cully war. Nach dem Zusammenbruch des Ancien Régime gehörte das Dorf von 1798 bis 1803 während der Helvetik zum Kanton Léman, der anschliessend mit der Inkraftsetzung der Mediationsverfassung im Kanton Waadt aufging. 1798 wurde Cully Hauptort des Bezirks Lavaux, da es im zentralen Teil des Bezirkes lag.
Cully war stets kirchlich und seit dem 17. Jahrhundert auch politisch von Villette abhängig. Erst 1824, als die Grossgemeinde Villette aufgeteilt wurde, erlangte Cully den Status einer selbständigen politischen Gemeinde. Ein Projekt zur Fusion der fünf unabhängigen Gemeinden Cully, Epesses, Riex, Grandvaux und Villette scheiterte in einer Abstimmung am 27. Februar 2005 am Widerstand der Bevölkerung von Grandvaux. Die Fusion fand schliesslich zum 1. Juli 2011 statt. Die neue Gemeinde heisst Bourg-en-Lavaux.

## Sehenswürdigkeiten
- Cully besitzt einen historischen Stadtkern mit engen Gässchen und Patrizier-, Bürger- und Winzerhäusern aus dem 16. bis 19. Jahrhundert. Von den früheren Befestigungsmauern sind kaum mehr Reste zu sehen; die drei ehemaligen Stadttore wurden abgerissen.
- Die neugotische Kirche Saint-Etienne wurde 1865/1866 an der Stelle eines mittelalterlichen Gotteshauses errichtet. Vom gotischen Vorgängerbau ist der Turm aus dem 15. Jahrhundert erhalten.
- In der Spitalkapelle, die heute profaniert ist, befindet sich ein bemerkenswertes Gemälde (um 1580), auf dem das Salomonurteil dargestellt ist.
- Das Maison Jaune, 1641 erbaut und heute Sitz der Gemeindeverwaltung, und das Bâtiment de Villette (im Kern auf das 16. Jahrhundert zurückgehend) stehen unter Denkmalschutz.
- Weitere bedeutende Bauten sind das Bâtiment Vallon (1673) und das Hôtel du Raisin, das 1574 erbaut und 1630 umgestaltet wurde und früher als Rathaus diente.
- Der Gerechtigkeitsbrunnen mit achteckigem Brunnenbecken und einer Statue wurde 1643 erstellt.
- Eine Rundsicht auf das Genferseebecken, die Alpen und den Jura bietet sich vom Aussichtsturm Tour de Gourze auf dem 925 m hohen Mont de Gourze.

## Persönlichkeiten
- Paul Budry (1883–1949), Schriftsteller und Kunstkritiker